# 이토 분키치 (정치인)

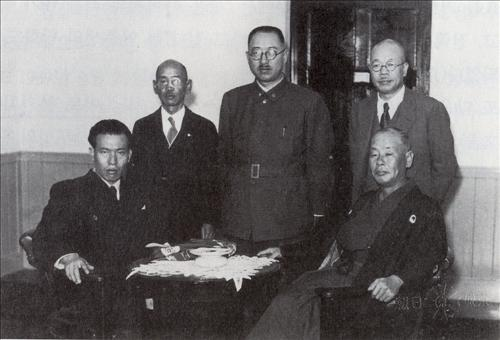
1939년 10월 안준생과 이토 남작

이토 분키치(일본어: 伊藤文吉, 1885년 12월 15일 ~ 1951년 11월 25일)는 일본의 사업가, 화족이다. 귀족원 남작의원.

## 개요
1885년 12월 15일 일본 제국 야마구치현에서 이토 히로부미와 도쿄부 다마군 출신의 여성 사이에 혼외자(婚外子)로 태어났다. 구제 야마구치현립 도요우라 중학교를 졸업하고, 야마구치 고등학교를 졸업하여 1908년 도쿄 제국대학 법률학과를 졸업했다. 1909년 11월 1일 이토 히로부미의 공로로 남작위를 수여 받았고, 1922년 귀족원 의원 보궐 선거에서 남작 의원으로 당선되었으며, 이토 히로부미가 소속된 정당이었던 입헌정우회에 가입하여 1947년 귀족원이 폐지될 때까지 당직을 유지하였다. 1951년 11월 25일 향년 66세로 사망하였다.
분키치가 사망한 이후 1953년 닛산화재(日産火災, 지금의 솜포재팬損害保険ジャパン)이 분키치의 자녀들로부터 도쿄도 미나토구 시바공원에 위치한 분키치의 저택을 넘겨받았고, 2020년 현재 저택을 영빈관으로 사용하고 있다. 그의 사망원인은 알려지지 않았다.

## 일화
분키치는 1939년 10월 16일 박문사에서 안준생과 만나 "죽은 아버지의 죄를 내가 대신 속죄한다"라고 말했다고 한다.